# Monte là-d'ssus (téléfilm)
Pour plus de détails, voir Fiche technique et Distribution.
Monte là-d'ssus (The Absent-Minded Professor) est un téléfilm de Robert Scheerer pour Walt Disney Television diffusé en 1988. C'est un remake du film Monte là-d'ssus (1961) de Walt Disney Productions.

## Fiche technique
- Titre français : Monte là-d'ssus
- Titre original : The Absent-Minded Professor
- Réalisation : Robert Scheerer assisté de Kenneth D. Collins, Steve Cohen et Steve Danton (seconds assistants)
- Scénario : Richard Chapman, Bill Dial d'après A Situation of Gravity de Samuel W. Taylor
- Musique : Tom Scott
  - Orchestration : Franklyn Marks
  - Montage sonore : Evelyn Kennedy
  - Chansons : Richard M. Sherman, Robert B. Sherman (Medfield Fight Song, paroles sur le chant traditionnel Sweet Betsy from Pike)
- Photographie : Isidore Mankofsky
- Montage : Tom Stevens, Jerry Temple
- Direction artistique : Cameron Birnie, Francis J. Pezza
- Décors : Lynn Smart
- Costumes : Tom Bronson
- Effets spéciaux : Alan E. Lorimer
- Animation : Jay Mark Johnson, Harry Anderson (en)
- Production : Ric Rondell, Robin Chamberlain (responsable de production)
  - Production exécutive : William Blinn, Richard Chapman, Bill Dial
- Société de production : Walt Disney Television
- Pays d'origine :  États-Unis
- Langue originale : anglais
- Format : noir et blanc -  mono - 1,66:1
- Genre : comédie
- Durée : 120 minutes
- Date de diffusion :
  - États-Unis : 27 novembre 1988

Sauf mention contraire, les informations proviennent des sources suivantes : Dave Smith et IMDb

## Distribution
- Harry Anderson (en) : Prof. Henry Crawford
- David Paymer : Mr. Oliphant
- James Noble : Dr. Gilmore Blount
- Bibi Osterwald : Mrs. Nakamura
- Thomas Callaway : Prof. Donald (as Tom Callaway)
- Gary Epp : Watchman
- Thom Adcox-Hernandez : Student (as Thom Adcox)
- Holly Martin Baker : Lab Technician
- Ed Begley Jr. : Dr. Jack Brooker
- Cory Danziger : Gus
- Stephen Dorff : Curtis
- Ron Fassler : Hacker
- Dave Florek : Art
- Mary Page Keller : Ellen Whitley
- Annette McCarthy : Ginny
- Erik Rondell : Student
- Jason Zahler : Greg

Sauf mention contraire, les informations proviennent des sources suivantes : Dave Smith et IMDb